# Myrmecaelurus luridus
Myrmecaelurus luridus là một loài côn trùng trong họ Myrmeleontidae thuộc bộ Neuroptera. Loài này được Hölzel miêu tả năm 1983.